# Forni di Sopra
Forni di Sopra (furlanisch For Disore) ist eine italienische Gemeinde (comune) in der Region Friaul-Julisch Venetien mit 914 Einwohnern (Stand 31. Dezember 2023).

## Geographie
Die Streugemeinde Forni di Sopra liegt in den Südlichen Karnischen Alpen im oberen Tal des Tagliamento auf 907 m s.l.m. in Luftlinie etwa 63 km nordwestlich von Udine. Das Gemeindegebiet grenzt an die Provinz Belluno in der Region Venetien. An der Grenze zu Venetien entspringt am Mauriapass (1298 m) der Tagliamento. Das neuzeitliche Dorf besteht aus drei Fraktionen: Andrazza, Cella und Vico. Nachbargemeinden Fornis sind Cimolais, Claut, Domegge di Cadore, Forni di Sotto, Lorenzago di Cadore, Sauris, Vigo di Cadore.
Südlich von Forni di Sopra erstrecken sich die Friauler Dolomiten mit dem gleichnamigen Naturpark, dem Parco Naturale Dolomiti Friulane.

## Geschichte
Forni wurde erstmals 778 in einer Schenkungsurkunde des bairischen Herzogs Tassilo III. erwähnt, in der die Gegend der Abtei Santa Maria in Sylvis in Sesto al Reghena unterstellt wurde. Die Gegend war als Durchgangsgebiet aber bereits von dem keltischen Stamm der Karner besiedelt. In spätrömischer Zeit wurde beim Ortsteil Andrazza ein Kastell errichtet. Das zwischen dem 4. und dem Beginn des 5. Jahrhunderts n. Chr. erbaute Kastell auf dem Cuol di Ciastiel hatte vermutlich rein militärische Aufgaben und wurde zu einem unbekannten Zeitpunkt aufgegeben. Aus dem Frühmittelalter stammt eine langobardische Nekropole, die ebenfalls bei Andrazza bei archäologischen Grabungen 2007 entdeckt wurde. Die 20 Gräber werden einer kleinen landwirtschaftlichen Siedlung zugeordnet, die zwischen dem Ende des 6. und dem 7. Jahrhundert bestand.
976 fiel Forni unter das Patriarchat von Aquileia. Ende des 12. Jahrhunderts wurde auf einem Hügel südwestlich von Andrazza das kleine nach dem örtlichen Bach benannte Castello di Sacuidic errichtet, das allerdings bereits im 13. Jahrhundert bis auf die Grundmauern abbrannte. Eine erste Dorfgemeinschaft ist 1224 erwähnt, als die Grenzen zwischen Forni und Claut festgelegt wurden. 1314 wurde die Familie Savorgnan erstmals mit den Dörfern Forni di Sopra und Forni di Sotto belehnt. 1508 war es der für die Republik Venedig kämpfende Condottiere Girolamo Savorgnan, der mit seinen Truppen den verschneiten Mauriapass überschritt um sich im Cadore dem Heer Kaiser Maximilians I. entgegenstellte, bevor die kaiserlichen Truppen in der Schlacht bei Valle di Cadore am 2. März 1508 von den Venezianern geschlagen wurden.
Nach dem Fall der Republik Venedig 1797 wurde Forni di Sopra unter der napoleonischen Verwaltung dem Cadore angeschlossen. Nach dem Fall Napoleons gelangte der Ort zum Kaisertum Österreich und fiel nach Dritten Italienischen Unabhängigkeitskrieg 1866 an das Königreich Italien. Die Gemeinde Forni di Sopra gehörte bis zur Auflösung der Provinzen in der Region Friaul-Julisch Venetien 2018 der Provinz Udine an.

## Wirtschaft
Forni lebt hauptsächlich vom Tourismus, da die Berge der Umgebung, die Friauler Dolomiten, bei Bergsteigern und Skifahrern beliebt sind. Forni ist zudem Mitglied der Alpine Pearls, die sich für umweltfreundliche Mobilität im Alpenraum einsetzen.

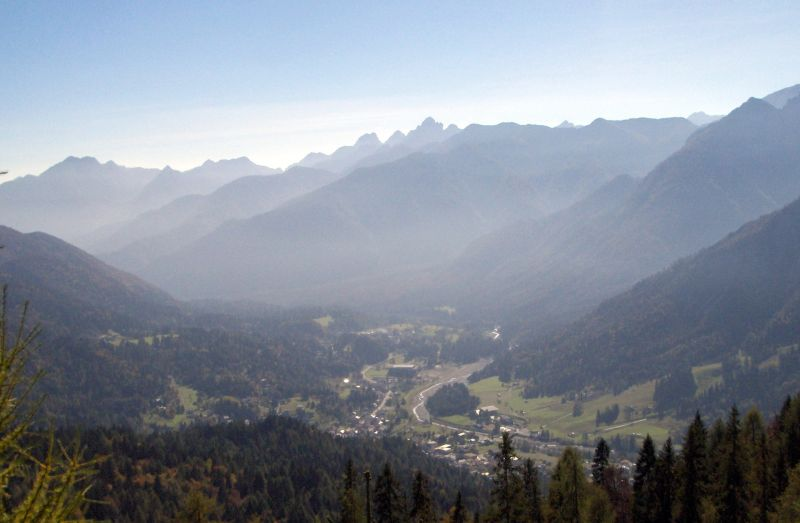
Forni di Sopra im Tal des Tagliamento
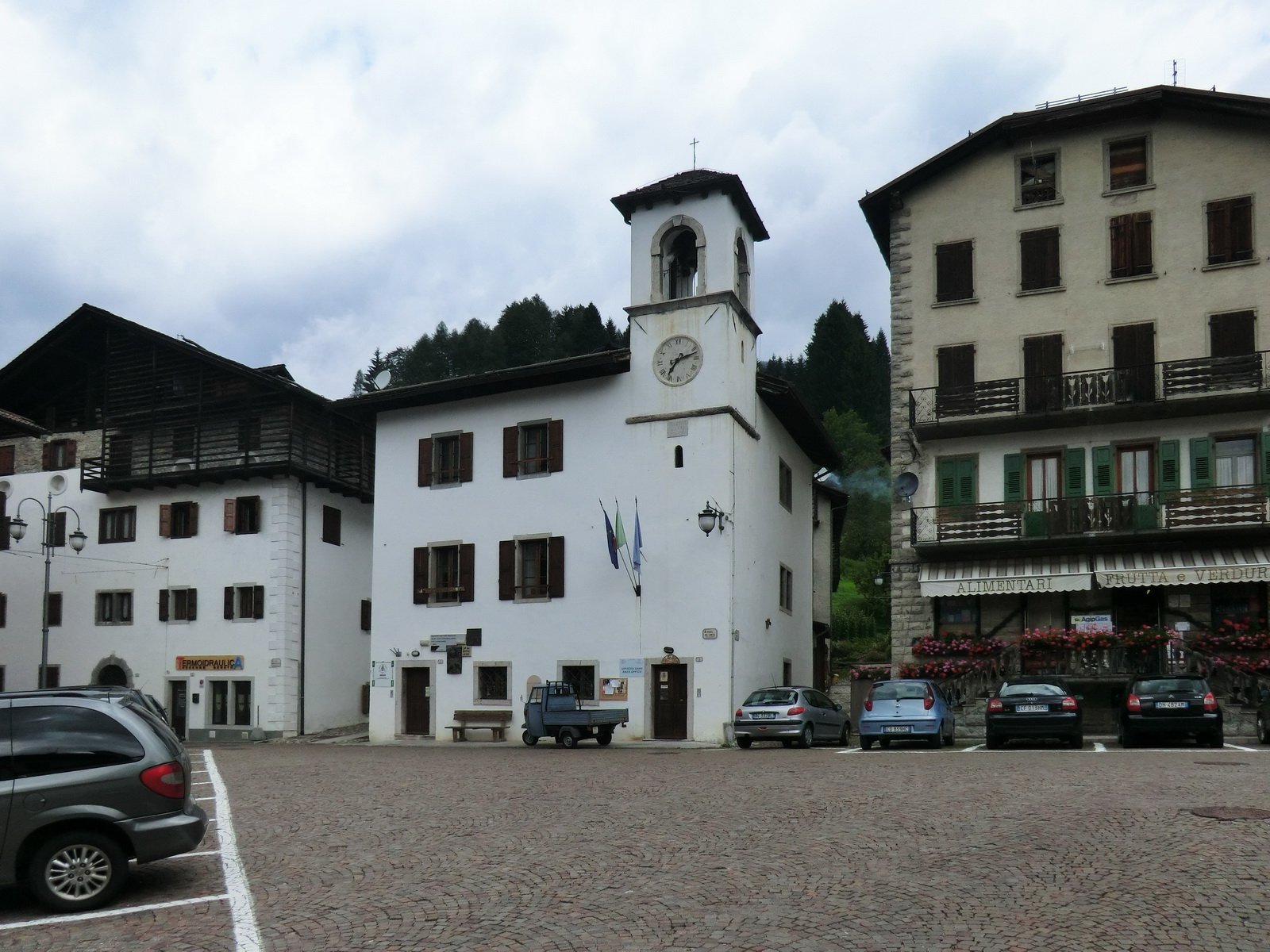
Rathaus und Piazza del Comune
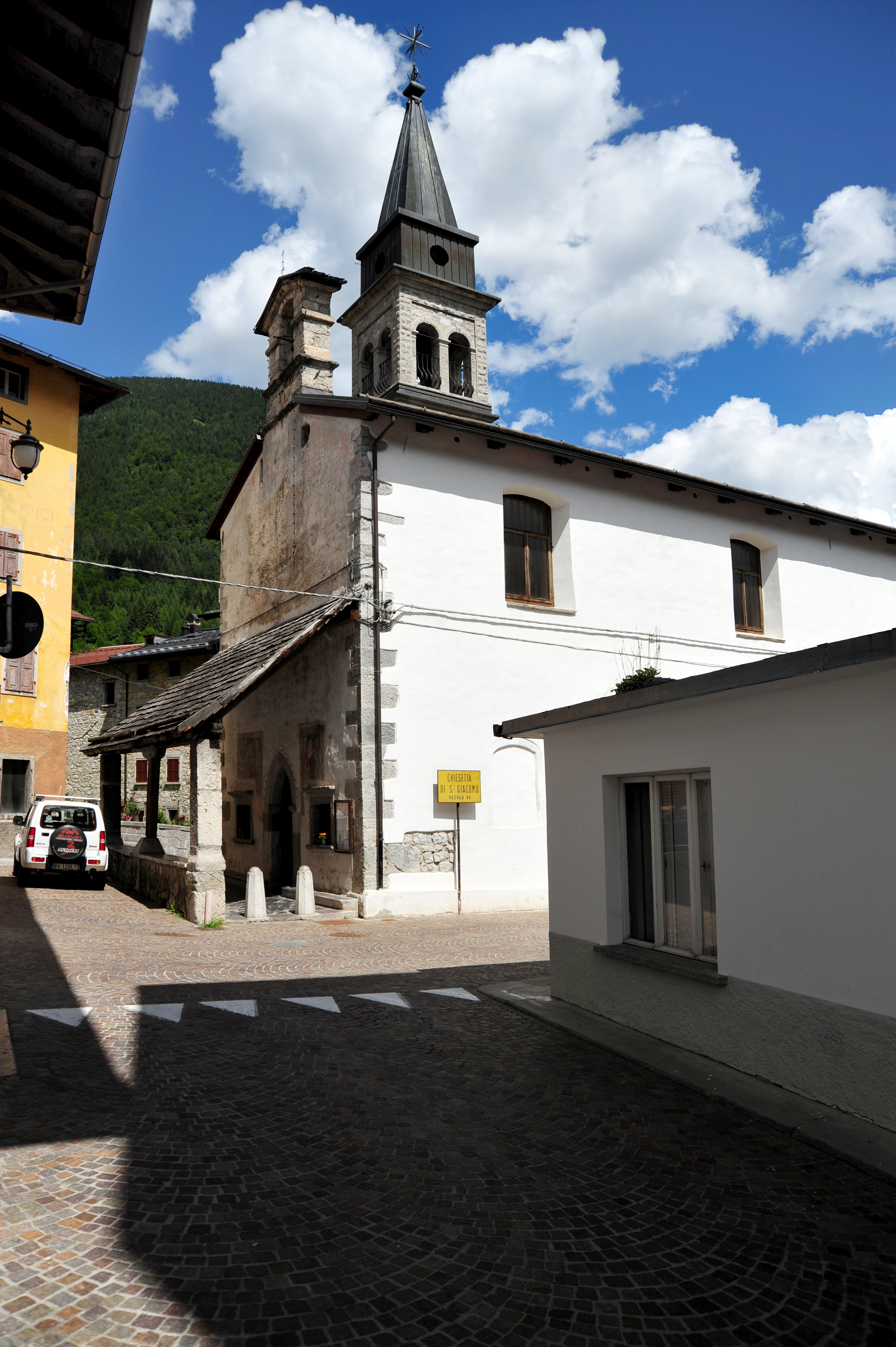
San Giacomo in Vico
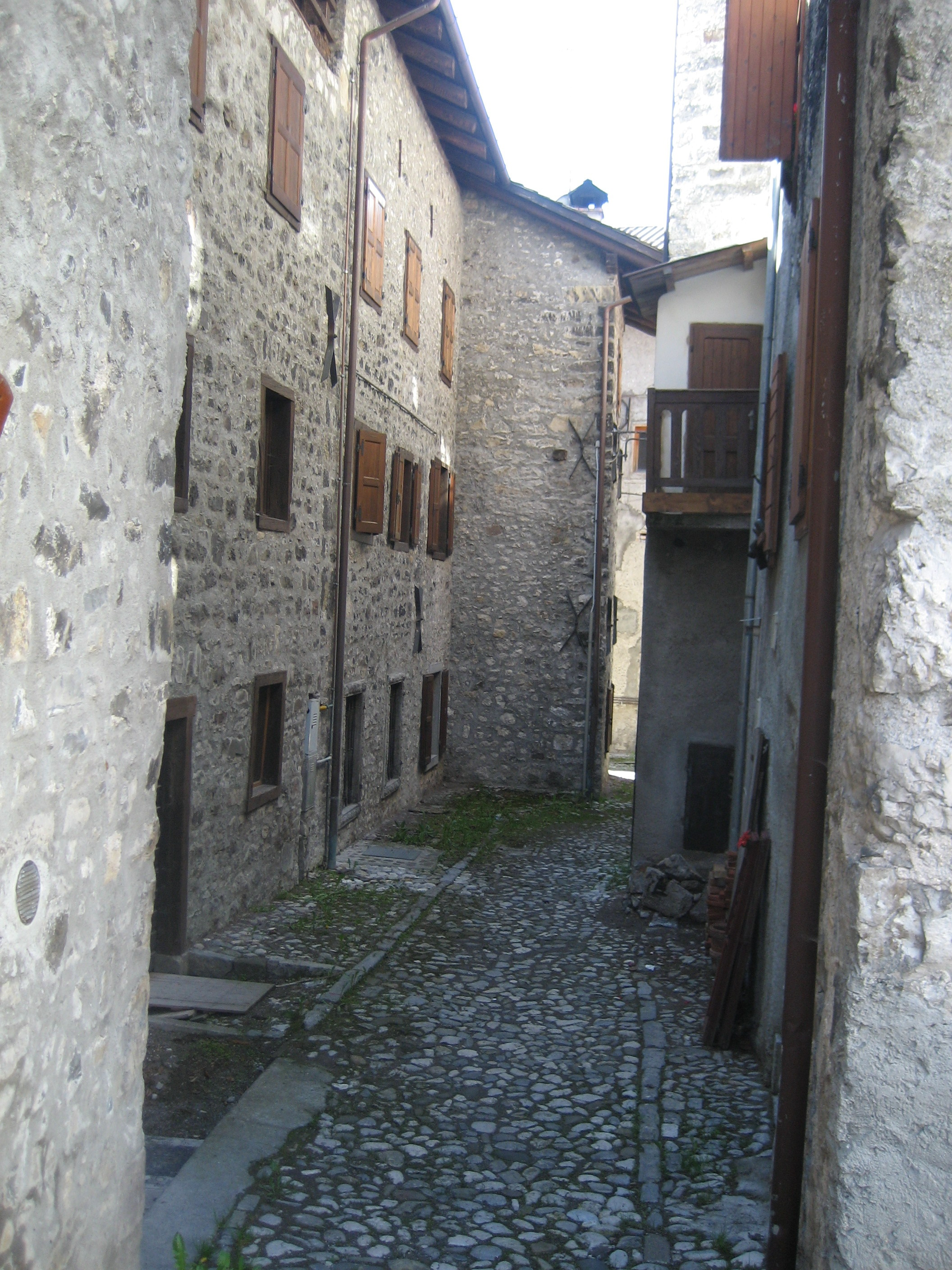
Gasse im Hauptort Vico
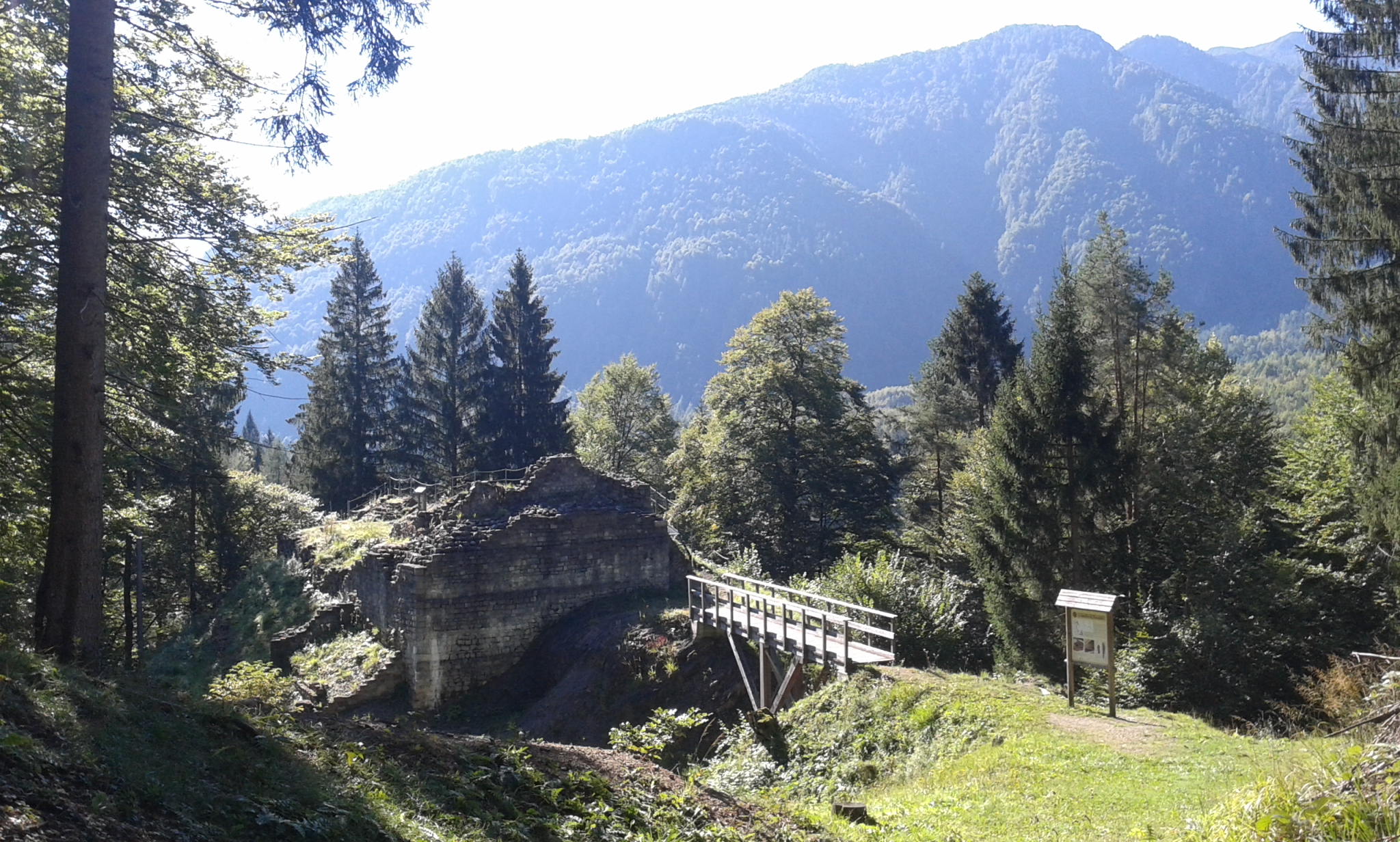
Burgruine des Castello di Sacuidic

## Verkehr
Durch das Gemeindegebiet führt die Staatsstraße SS 52 Carnica.

## Persönlichkeiten
- Giovanni Maria Anciuti (1674–1744), Instrumentenbauer